# Declivocondyloides loebli
Declivocondyloides loebli là một loài bọ cánh cứng trong họ Cerambycidae.